# Aurelio Peccei
Aurelio Peccei (Torino, 4 luglio 1908 – Roma, 13 marzo 1984) è stato un dirigente d'azienda, imprenditore e partigiano italiano.
Manager della FIAT, partecipò alla resistenza, fu imprenditore in Italia e all'estero. Nel 1968 riunì a Roma alcuni studiosi e insieme costituirono il Club di Roma. Da FIAT passò nel 1964 alla Olivetti, dove venne eletto Amministratore Delegato.

## Biografia

### Studi e il periodo della Resistenza
Aurelio Peccei trascorse a Torino la sua giovinezza e si laureò in economia all'università torinese nel 1930. Successivamente, grazie ad una borsa di studio, si trasferì alla Sorbona di Parigi, dove fu premiato con un viaggio gratuito in Unione Sovietica. La conoscenza di molte lingue straniere gli permise di entrare in Fiat, nonostante fosse sospetto di antifascismo.
Durante la Seconda guerra mondiale Peccei fu coinvolto nel movimento antifascista e nella resistenza, dove fu membro delle "Brigate Giustizia e Libertà". La sua lotta durò fino al 1944, quando fu arrestato, incarcerato per un anno, torturato e giunse ad un passo dall'esecuzione.

### Il Dopoguerra e l'attività imprenditoriale
Dopo la fine della guerra Peccei fu coinvolto in prima persona nel processo di ricostruzione dell'Italia del dopoguerra e si occupò di svariati affari, sia di tipo pubblico che di tipo privato, tra cui la fondazione della prima compagnia aerea italiana, l'Alitalia.
Nel 1949 accettò di trasferirsi in America Latina per conto della Fiat, la quale intratteneva già relazioni commerciali con il Sud America che si erano interrotte, tuttavia, durante la guerra. Si stabilì in Argentina dove visse con la sua famiglia una decina di anni. Capendo le grandi potenzialità del luogo dove si trovava riuscì ad aprire una filiale argentina della FIAT, la Fiat-Concord che diresse per 20 anni, che si occupava di produrre automobili e trattori. La filiale presto divenne una delle prime linee di produzione di grande successo in America Latina.
Nel 1958 il potere economico della Fiat era in piena crescita, il che gli permise di fondare la Italconsult, una joint-venture tra i più famosi marchi italiani, non solo nel campo automobilistico, quali la Innocenti, la Montecatini e la stessa Fiat. La Italconsult si pose l'obiettivo di fornire consulenza economica e ingegneristica a 50 paesi in via di sviluppo. Sotto di lui la società lavorò principalmente come un'organizzazione non-profit. Infatti, egli stesso le diede il compito di aiutare lo sviluppo delle popolazioni del terzo mondo: la sensibilità di Peccei verso le popolazioni meno fortunate si spiega con il fatto che avendo egli trascorso molti anni in Sud America, si era reso conto prima di altri delle situazioni estremamente disagiate in cui vivevano le popolazioni locali.

### Il periodo Olivetti
Nel 1964 gli fu chiesto di diventare amministratore delegato della Olivetti, che già allora iniziava ad affrontare le prime difficoltà a causa dei profondi cambiamenti in atto nella produzione delle macchine da ufficio. Sotto la direzione di Peccei la situazione dell'azienda conobbe dei miglioramenti.
Quando entrò in azienda era già stata decretata dai nuovi azionisti la vendita della Divisione Elettronica: decisione che, tuttavia, egli avrebbe comunque appoggiato. Mantenne la carica fino al 1967.

### Attività nello sviluppo economico del Terzo mondo
Peccei, non soddisfatto dei risultati ottenuti con Italconsult e con la presidenza dell'Olivetti, concentrò i suoi sforzi anche su altre organizzazioni, ad esempio la ADELA, un consorzio internazionale di banchieri di supporto allo sviluppo economico dell'America del Sud. Peccei ebbe l'onore di tenerne il discorso di apertura dei lavori, in spagnolo, nel 1965. Dopo quest'incontro, venne costituito un club famoso in tutto il mondo, chiamato Club di Roma.
Partecipò anche alla fondazione dell'IIASA (The International Institute for Applied Systems Analysis) con sede a Vienna centro di ricerca per problemi globali come sovrappopolazione, cambiamenti climatici, fame.
Nella sua opera "Cento pagine per l'avvenire" ribadisce certi concetti  riguardo al problema della popolazione mondiale.

## Opere
- Cento Pagine per l'Avvenire, Milano, Mondadori Editore, 1982.
- (EN) The Chasm Ahead, New York, Macmillan, 1969, ISBN 0-02-595360-5.; ediz. italiana:  Verso l'abisso, Milano, ETAS Kompass, 1970.
- The Human Quality, Pergamon Press (1977), ISBN 0-08-021479-7
- One Hundred Pages for the Future, Pergamon Press (1981), ISBN 0-08-028110-9
- Before It Is Too Late, with Daisaku Ikeda, Kodansha America (1985), ISBN 0-87011-700-9